# Калин Лукас
Калин Џеј Лукас (енгл. Kalin Lucas; Детроит, 24. мај 1989) амерички је кошаркаш. Игра на позицији плејмејкера.

## Каријера
У јулу 2011. је потписао једногодишњи уговор са грчким Олимпијакосом. У клубу из Пиреја је био до 24. јануара 2012. када је отпуштен. Бележио је 5,1 поен у Евролиги, док је у првенству Грчке имао нешто бољи учинак са 11 поена просечно по мечу. Неколико дана након напуштања Олимпијакоса, Лукас прелази у Банвит. У турској екипи је провео наредних годину и по дана.
Дана 27. септембра 2013. је потписао уговор са Чикаго булсима, али је отпуштен шест дана касније. У новембру 2013. се прикључио екипи Ајова енерџи из НБА развојне лиге, и са њима је провео сезону 2013/14.
У јулу 2014. се прикључио Мемфис гризлисима за НБА летњу лигу. Са Мемфисом је потписао уговор 25. септембра 2014, али је месец дана касније отпуштен. Крајем октобра 2014. се вратио у екипу Ајова енерџија. Поново је потписао уговор са Мемфисом 4. новембра 2014, али је отпуштен 9. новембра 2014. пре него што је стигао да дебитује. Вратио се у екипу Ајова енерџија, али само до 19. новембра када је по трећи пут потписао за Мемфис. Истог дана је забележио свој деби у НБА лиги, одигравши пет минута на утакмици против Торонто репторса. Већ наредног дана га Мемфис отпушта, и он се враћа у Ајова енерџи.
У марту 2015. одлази у Турску и потписује уговор са прволигашем ТЕД Анкаром до краја сезоне, а у августу 2015. продужује уговор са клубом из Анкаре на још годину дана. Крајем октобра 2016. се поново прикључује екипи Ајова енерџија. У Ајови је био до 22. децембра 2016. када је мењан у екипу Ири бејхокса, где проводи остатак сезоне.
Дана 31. августа 2017. је потписао уговор са екипом Орландо меџика, али је отпуштен 13. октобра исте године. Почетком новембра 2017. одлази у Израел и потписује уговор до краја сезоне са Хапоелом из Јерусалима.
Сезону 2018/19. почиње у екипи Стоктон кингса. Дана 15. јануара 2019. потписује двосмерни уговор са Детроит пистонсима. Одиграо је само један меч за Пистонсе, 21. јануара 2019. против Вашингтон визардса, када је забележио два поена за пет минута на терену. Остатак сезоне је провео играјући у Детроитовом развојном тиму, екипи Гранд рапидс драјв, где је бележио просечно 21 поен по мечу.
Сезону 2019/20. је почео без клуба, да би 14. фебруара 2020. потписао уговор са Црвеном звездом. За београдски клуб је наступио само пет пута (три утакмице у Евролиги и две у АБА лиги), након чега су сва кошаркашка такмичења привремено прекинута због пандемије корона вируса. Како су сва такмичења убрзо и званично отказана, Лукас је постао слободан играч јер је имао уговор до краја сезоне 2019/20. Сезону 2020/21. је почео у екипи Ирони Нахарије, а завршио је у Макабију из Хаифе.